# Nadeshiko League
La Nadeshiko League es la segunda división del sistema la ligas de fútbol femenino de Japón.
Se fundó en 1989 como una liga semiprofesional de primera división. Entre 1993 y 1999 se adoptó un sistema de Apertura y Clausura, y entre 2000 y 2003 se dividió en dos grupos (Oeste y Este). En 2004 se reunificó y se añadió una segunda división. El triunfó de la selección japonesa en el Mundial 2011 aumentó su popularidad.
El NTV Beleza es el equipo más laureado de la liga con 17 títulos, el último de ellos en 2019.
En junio de 2020, la Asociación de Fútbol de Japón anunció que la Nadeshiko League sería reemplazada por la WE League como liga de primera división a partir del 2021, convirtiéndose en una liga de segunda división.

## Equipos 2023
| Club                       | Ciudad    | En División 1 desde |
| -------------------------- | --------- | ------------------- |
| Bunnys Gunma FC White Star | Maebashi  | 2022–               |
| Orca Kamogawa FC           | Kamogawa  | 2021–               |
| Sfida Setagaya FC          | Setagaya  | 2021–               |
| Nittaidai Fields Yokohama  | Yokohama  | 2021–               |
| Yokohama FC Seagulls       | Yokohama  | 2021–               |
| Yamato Sylphid             | Yamato    | 2023–               |
| Shizuoka SSU Bonita        | Iwata     | 2023–               |
| NGU Loveledge Nagoya       | Nagoya    | 2021–               |
| Iga FC Kunoichi            | Iga       | 2019–               |
| Speranza Osaka             | Takatsuki | 2021–               |
| AS Harima Albion           | Himeji    | 2021–               |
| Ehime FC Ladies            | Matsuyama | 2020–               |

## Campeones
| Año  | Club                            |
| ---- | ------------------------------- |
| 1989 | Shimizu FC Ladies               |
| 1990 | Yomiuri SC Ladies Beleza        |
| 1991 | Yomiuri SC Ladies Beleza        |
| 1992 | Yomiuri Nippon SC Ladies Beleza |
| 1993 | Yomiuri Nippon SC Ladies Beleza |
| 1994 | Matsushita Electric LSC Bambina |
| 1995 | Prima Ham FC Kunoichi           |
| 1996 | Nikko Securities Dream Ladies   |
| 1997 | Nikko Securities Dream Ladies   |
| 1998 | Nikko Securities Dream Ladies   |
| 1999 | Prima Ham FC Kunoichi           |
| 2000 | Nippon TV Beleza                |
| 2001 | Nippon TV Beleza                |
| 2002 | Nippon TV Beleza                |
| 2003 | Tasaki Perule FC                |
| 2004 | Saitama Reinas FC               |
| 2005 | Nippon TV Beleza                |
| 2006 | Nippon TV Beleza                |
| 2007 | Nippon TV Beleza                |
| 2008 | Nippon TV Beleza                |
| 2009 | Urawa Reds Ladies               |
| 2010 | Nippon TV Beleza                |
| 2011 | INAC Kobe Leonessa              |
| 2012 | INAC Kobe Leonessa              |
| 2013 | INAC Kobe Leonessa              |
| 2014 | Urawa Reds Ladies               |
| 2015 | Nippon TV Beleza                |
| 2016 | Nippon TV Beleza                |
| 2017 | Nippon TV Beleza                |
| 2018 | Nippon TV Beleza                |
| 2019 | Nippon TV Beleza                |
| 2020 | Urawa Red Diamonds Ladies       |
| 2021 | Iga FC Kunoichi                 |
| 2022 | Sfida Setagaya FC               |
| 2023 | Orca Kamogawa FC                |